# Limusnunggal (Cibeureum)
Limusnunggal is een bestuurslaag in het regentschap Kota Sukabumi van de provincie West-Java, Indonesië. Limusnunggal telt 9388 inwoners (volkstelling 2010).